# Grabnica
Grabnica [pronunciación en polaco: /ɡrabˈnit͡sa/] (en alemán: Gräbnitzfelde) es un pueblo en el distrito administrativo de Gmina Dobrzany, dentro del condado de Stargard, Voivodato de Pomerania Occidental, en el noroeste de Polonia. Se encuentra a unos 5 kilómetros al este de Dobrzany, a 31 kilómetros al este de Stargard, y a 60 kilómetros al este de la capital regional Szczecin.